# Otari
Otari (小谷村?) è un villaggio giapponese della prefettura di Nagano.